# Animula vagula blandula
Animula vagula blandula est le premier vers d'un court poème qui apparaît dans l'Histoire Auguste. Il est considéré comme le dernier écrit de l'empereur Hadrien, qu'il aurait composé au moment de sa mort en 138. C'est l'un des poèmes latins les plus traduits.

## Présentation
Animula vagula blandula est un poème de cinq vers sans titre, généralement nommé par l'énoncé de la première ligne. Il est attribué à l'empereur Hadrien dans une seule de ses biographies, celle attribuée au pseudo Aelius Spartianus, auteur fictif de l’Histoire Auguste. L'empereur, gravement malade, l'aurait écrit en juillet 138 et mourut d'une crise cardiaque dans le doute exprimé dans le plus célèbre de ses poèmes dont la qualité le fait paraître authentique. Toutefois, André Chastagnol, traducteur de l’Histoire Auguste, est réservé sur la paternité du poème, dont le dernier mot jocos (plaisanteries, badinages) fait penser aux jeux des citations fictives inventées par le pseudo Spartianus. Ainsi une prétendue lettre d'Hadrien est recopiée à la fin de l’Histoire Auguste.
Le court poème a suscité de nombreux débats. Il aurait été écrit soit dans la villa d'Hadrien de Tivoli soit lors du dernier séjour d'Hadrien dans sa résidence de Baïes sur le golfe de Naples. L'auteur anonyme de l'Histoire Auguste a noté le poème avec en commentaire : « il avait écrit d'autres vers comme ceux-ci mais peu étaient aussi bons, et d'autres aussi en grec » Dans le latin très concis de l'auteur, littéralement : « Tales autem nec multos meliores fecit et Graecos ».
En plus de l'authenticité du texte, le point de vue personnel de l'empereur mourant a suscité des discussions. Durant l'Antiquité, le concept de l'âme était courant, exprimé notamment par Platon dans le Mythe d'Er et par Cicéron dans le Songe de Scipion, antérieurement aux conceptions chrétiennes d'une vie après la mort. Le séjour des morts était le monde souterrain, où descendaient les âmes des défunts. Les néoplatoniciens et les humanistes de la Renaissance connaissaient le texte car l'Histoire Auguste était un ouvrage présent dans toutes les bibliothèques. Les poètes des Lumières et du romantisme se sont encore plus intéressés au poème ce dont témoigne le nombre croissant de traductions. La vision idiosyncratique d'Hadrien de sa propre mort est devenue accessible à ceux qui ne pouvaient lire le latin grâce à ces traductions.
Le poème correspond à ce que nous savons du caractère et du style d'écriture de l'empereur. Plusieurs poèmes d'Hadrien en grec et en latin ont survécu, parfois en tant que découvertes archéologiques, mais aussi dans l'Histoire Auguste. Une épitaphe pour un cavalier batave qui peut avoir été de sa main est conservée sur une tombe en Dacie. L'épitaphe de son cheval Borysthène (nl) est également conservée. La poésie latine de l'empereur a été regroupée, tandis que des œuvres occasionnelles en grec sont restées éparses. Les opinions des critiques varient, mais il est admis que les poèmes sont la poésie bien écrite d'un amateur.

## Texte original
Animula vagula blandula
Hospes comesque corporis
Quae nunc abibis in loca
Pallidula rigida nudula
Nec ut soles dabis iocos

Il n'existe pas d'inscription ancienne connue de ce poème, pas même dans le mausolée d'Hadrien à Rome ou dans sa villa à Tivoli. Le poème de cinq vers n'a survécu que dans des copies médiévales incomplètes de l'Histoire Auguste mais il est pratiquement intact. Hormis un mot contesté, nubila ou nudula, le premier étant généralement traduit par « gris » , le second par « nu », il semble qu'il n'ait subi aucune erreur typographique ou intervention de la part d'écrivains ultérieurs.
Le poème est écrit dans le style de Quintus Ennius, poète du IIIe siècle qui avait développé un style « plus rugueux, plus musclé » que celui à la mode parmi les derniers grands poètes de l'âge d'or de Rome, style auquel il est parvenu avec peu de mots. Hadrien, poète amateur exercé et talentueux, a réussi à obtenir le même effet sombre dans ses derniers jours.
L’Histoire Auguste, recueil de biographies tardives d'empereurs romains de l'Antiquité classique, doit être lue avec prudence, comme l'œuvre d'un historien fantaisiste selon Ronald Syme et André Chastagnol. En 1964, Ronald Syme relevait les erreurs de Marguerite Yourcenar dans Mémoires d'Hadrien, la plus grave à son sens étant d'avoir « littéralement suivi le récit contestable de l'Histoire Auguste ».  
L'auteur de l'Histoire Auguste reste inconnu malgré diverses théories, il apparait comme païen à titre personnel et appartient au milieu lettré. Il fait à plusieurs reprises allusion aux chrétiens et connait certains ouvrages chrétiens, dont ceux de Jérôme de Stridon vu ses allusions ironiques. L'attente païenne d'une vie après la mort « livide et glacée », telle qu'elle est exprimée dans ce poème par Hadrien mourant, contraste fortement avec l'attente chrétienne d'un Paradis séduisant comme demeure des âmes des morts. Les traductions et paraphrases du poème aux XVIIIe et XIXe siècles soulignent le point de vue païen d'Hadrien. Ce contraste entre la perception des païens et des chrétiens a conduit un écrivain comme Lord Byron à titrer le poème « Un païen fait ses adieux à son âme ».
La raison pour laquelle le poème, egodocument (nl) frappant, a été inséré dans la biographie de l'empereur est inconnue : il n'existe pas d'autre poème écrit par un empereur dans l'Histoire Auguste.

## Traductions
La traduction étant un exercice difficile, plusieurs transcriptions sont possibles. Anima vagula blandula est l'un des poèmes latins les plus traduits.

### Versions des historiens latinistes
Traduction d'André Chastagnol :

« Amelette vaguelle, calinette,

hôtesse et compagne de mon corps,

qui maintenant t'en vas vers des lieux

livides, glacés et dénudés,

tu ne lanceras plus tes habituelles plaisanteries »

Traduction de Joël Le Gall et Marcel Le Glay : 

« Petite âme vagabonde et câline, hôte et compagne de mon corps, tu vas t’en aller en des lieux blêmes, sévères, nus, et tu ne raconteras plus des badinages comme tu en as l’habitude. »

Traduction de Marguerite Yourcenar :

« Petite âme errante, accueillante

visiteuse, compagne du corps,

au pays pour lequel tu pars,

toute transie, livide et nue,

reprendras-tu tes anciens jeux ? »

### Adaptations littéraires
Traduction de Fontenelle :

« Ma petite âme, ma mignonne,

Tu t'en vas donc, ma fille, et Dieu sache où tu vas.

Tu pars seule et tremblante, hélas !

Que deviendra ton humeur folichonne ?

Que deviendront tant de jolis ébats ? »

Pierre de Ronsard s'en est inspiré à la fin de sa vie,, et l'a transcrit ainsi, accumulant les diminutifs mignards, au début de ses Derniers Vers (1586) :

« Amelette Ronsardelette,

Mignonnelette doucelette,

Treschere hostesse de mon corps,

Tu descens là bas foiblelette,

Pasle, maigrelette, seulette,

Dans le froid Royaume des mors :

Toutesfois simple, sans relors

De meurtre, poison, ou rancune,

Méprisant faveurs et tresors

Tant enviez par la commune.

Passant, j'ay dit, suy ta fortune

Ne trouble mon repos, je dors. »

En 1924, Maurice Ravel compose sur le poème de Ronsard une mélodie  intitulée Ronsard à son âme, « délicieuse d'ironique tristesse et de modestie orgueilleuse ».
Le poète et traducteur Lionel-Edouard Martin en a donné deux versions versifiées sur son blog : 
1 - Petite âme folâtre et tendre, 
Hôte du corps et son amie,
Où maintenant dois-tu te rendre
Livide, austère et démunie,
Et de tes rires te déprendre ?

2 - Petite âme folâtre et tendre,
Hôte et compagne de mon corps,
Qui maintenant t’en vas descendre
En l’âpre blême et nu décor

Et de tes rires te déprendre !
Le poème Animula vagula blandula attribué à l'empereur est placé en épigraphe, dans sa version latine de l'Histoire Auguste, au début du roman de Marguerite Yourcenar Mémoires d'Hadrien (1951), dont le premier chapitre porte en titre le premier vers « Animula vagula blandula » et dont le dernier chapitre, « Patientia », se clôt, avant les deux dernières phrases de l'entrée d'Hadrien dans la mort, par la traduction du poème :

« Petite âme, âme tendre et flottante, compagne de mon corps, qui fut ton hôte, tu vas descendre dans ces lieux
pâles, durs et nus, où tu devras renoncer aux jeux d'autrefois. »

Henriette Levillain donne, dans son commentaire des Mémoires d'Hadrien, une autre traduction proposée par Marguerite Yourcenar en 1953 : 

« Petite âme errante, accueillante

visiteuse, compagne du corps,

au pays pour lequel tu pars,

toute transie, livide et nue,

reprendras-tu tes anciens jeux ? »

Le poème Animula vagula du Livre du souvenir (1958) de René Maran se lit aussi bien comme une citation du texte d'Hadrien que comme un souvenir du poème de Ronsard, « susceptibles d'exprimer cette tristesse profonde, ce sentiment constant d'être un exilé qui sont au cœur de la personnalité littéraire de [l'écrivain] ».

## Philosophie d'Hadrien
La description des âmes en un endroit désagréable est en contradiction avec les mystères d'Éleusis qui situent la vie après la mort parmi les bienheureux dans les Champs Élysées. Hadrien était un initié depuis septembre 128. Il s'est rendu à Éleusis à deux reprises. Les mystères jouaient un grand rôle dans sa conception de la vie et de la mort. Hadrien savait en outre pouvoir compter sur sa déification en tant qu'empereur après sa mort. Cependant une demeure dure et froide pour l'âme était durant l'Antiquité la doctrine la plus répandue sur l'au-delà : seules les âmes choisies, comme celles des héros, pouvaient compter sur une vie agréable après la mort.
Philhelléniste, Hadrien est généralement considéré comme stoïcien. Cette philosophie, celle de la Stoa athénienne, enseignait que dans chaque être humain réside une étincelle divine égarée. Sans le corps, cette étincelle n'éprouve rien et l'âme ne peut entrer en contact avec quoi que ce soit d'autre. Hadrien adhérait au rationalisme hellénistique qui mettait l'accent sur l'intériorisation et l'acceptation de la mortalité, l'amor fati. Auparavant, à travers Socrate, les buts moraux, avec leurs valeurs associées telles que l'autarcie et la liberté, avaient été rendus dépendants de l'état de la psyché humaine, le moi spirituel, plutôt que des choses du monde.
De plus, pour les épicuriens comme pour les stoïciens, la question de la « bonne vie » devait être ramenée autant que possible à notre attitude ou discipline intérieure, la « diathèse » basée sur nos convictions, nos jugements, nos impulsions et nos désirs, qui, à la différence des facteurs externes, physiques et matériels, sont, ou devraient être, d'une manière ou d'une autre en notre pouvoir (eph' hemmîn). Tous les phénomènes, états et processus psychiques pour les deux écoles étaient par définition physiques.
Ainsi la perspective d'Hadrien pour son âme immortelle restait celle d'une existence totalement isolée pour l'éternité, sans froid, douleur ou chagrin, mais aussi sans chaleur, plaisir ou joie.